# Chaîne (unité)
Pour les articles homonymes, voir Chaîne.
 (avril 2010).
Si vous disposez d'ouvrages ou d'articles de référence ou si vous connaissez des sites web de qualité traitant du thème abordé ici, merci de compléter l'article en donnant les références utiles à sa vérifiabilité et en les liant à la section « Notes et références ».
Pour un article plus général, voir Unité de longueur.
La chaîne (du latin cadena) est une unité de mesure de longueur, valant entre 60 et 100 pieds, selon l'époque et le lieu. 

## Chaîne de Gunter
La chaîne de Gunter est une unité de mesure du système impérial valant 22 verges ou 66 pieds ou encore 20,116 8 mètres. 
La chaîne de Gunter fut inventée au XVIIe siècle. Elle est utilisée par les arpenteurs, car elle vaut quatre perches anglaises. Elle fut nommée ainsi d'après le nom du mathématicien et physicien anglais Edmund Gunter qui l'a définie. 
La subdivision de la chaîne de Gunter est le chaînon de Gunter.  
Le chaînon de Gunter (link en anglais) vaut 66⁄100 de pied ou 0,201 168 mètre. 
Il faut donc 100 chaînons pour faire une chaîne.

## Chaîne de Ramsden
La chaîne de Ramsden valait 100 pieds, soit 30,48 mètres. 
C'était une tentative de décimalisation du pied anglais. La chaîne de Ramsden fut inventée au XVIIIe siècle. Elle fut promue par certains ingénieurs civils, c'est pourquoi elle est aussi parfois appelée la chaîne de l'ingénieur. Tout comme la chaîne de Gunter, la chaîne de Ramden est subdivisée en centièmes, ce qui donne exactement un pied.
Si la chaîne de Gunter fait partie intégrante du système anglo-saxon actuel, la proposition de Ramsden fut un échec.

## Autres chaînes
Une chaîne de 60 pieds espagnols fut également utilisée au Texas.